# 四川白河国家级自然保护区
四川白河国家级自然保护区位于中国四川阿坝藏族羌族自治州九寨沟县白河乡。1963年成立，面积16204.3公顷，主要保护对象为川金丝猴、大熊猫等珍稀野生动物及其栖息环境
保护区内最低海拔1,240米，最高海拔4,453米，属于川西高原气候中的暖温带干温河谷气候,年平均降水量551.6-769.2毫米。